# Costa da Mina

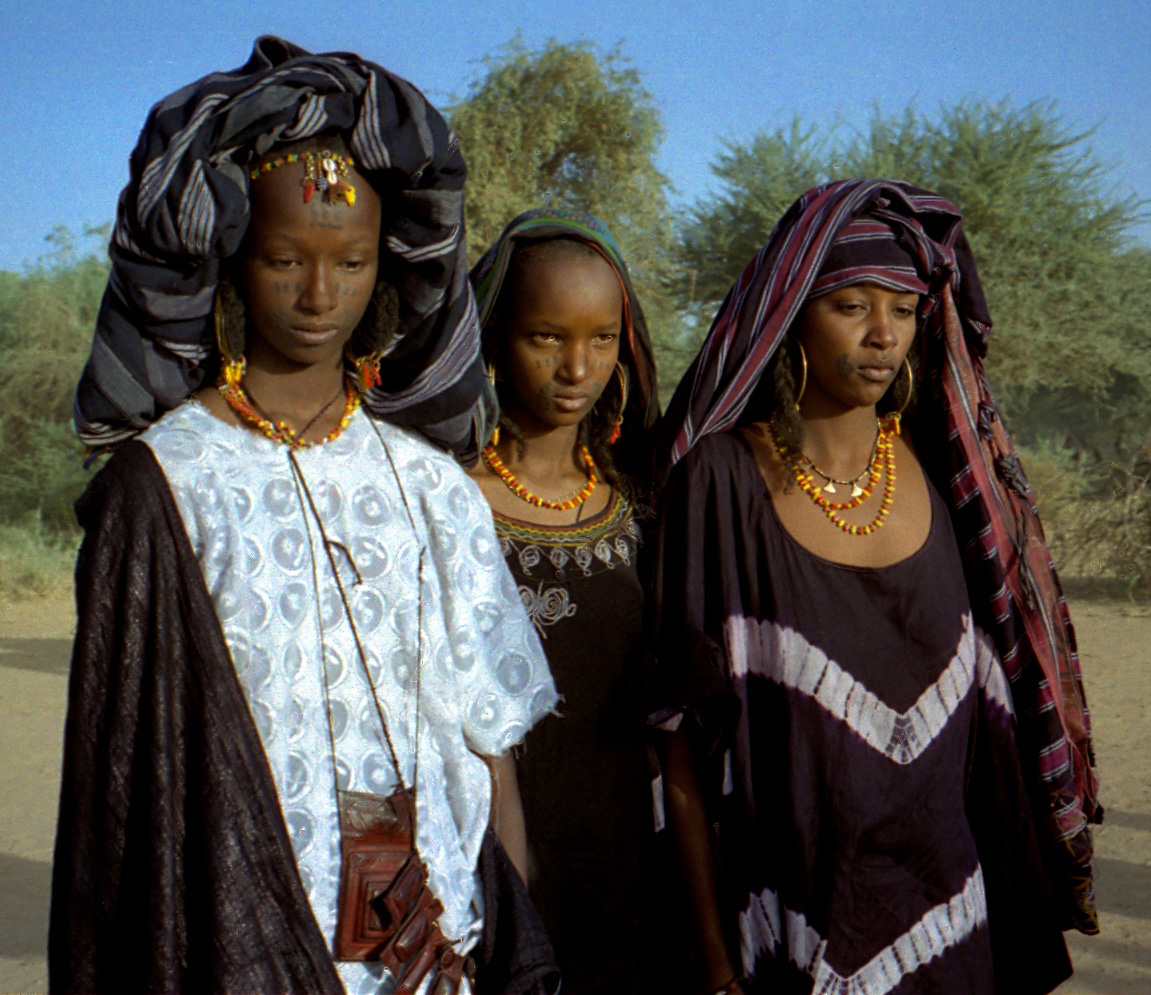
Mulheres da etnia fula

A Costa da Mina corresponde a uma região do golfo da Guiné de onde proveio grande parte das pessoas escravizadas que foram embarcadas para as Américas. Corresponde aproximadamente à faixa litorânea dos atuais estados de Gana, Togo, Benim e Nigéria. O mais famoso porto de embarque de escravizados dessa região foi a feitoria de São Jorge da Mina, em torno da qual se desenvolveu a atual cidade de Elmina, em Gana.

## História
O comércio de pessoas escravizadas na região foi mais intenso durante os séculos XVIII e XIX. Essas pessoas eram de diversas etnias: nagôs, jejes, fantis e axântis, gás e minas, malês (islamizados), hauçás, canúris, nupés, gurunsis, fulas e mandingas.[carece de fontes?] Como toda a região imediatamente ao sul do deserto do Saara era conhecida como Sudão, essas etnias acabaram sendo referidas conjuntamente como sudaneses, embora não tenham qualquer ligação com o país atualmente chamado de Sudão. O termo 'Sudão' (derivado do árabe bilād as-sūdān, em português "terra dos negros") é aplicado genericamente à África Ocidental e Central.

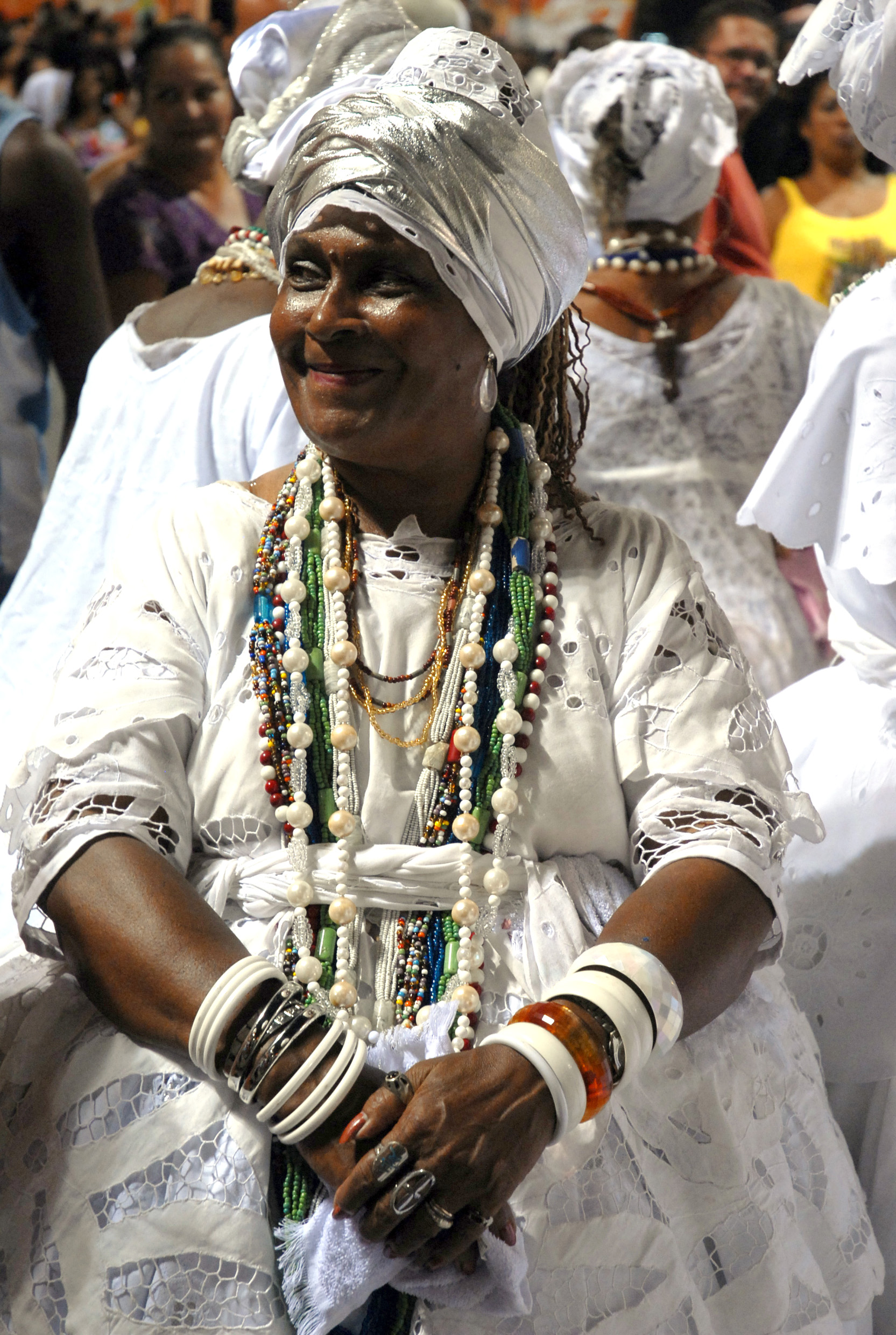
O típico traje da baiana tem sua origem na África Ocidental

No caso específico do Brasil, as pessoas desta região eram geralmente desembarcados na Bahia, onde predominavam entre os escravizados. Durante o ciclo do ouro (século XVIII), muitos deles foram levados a Minas Gerais, onde também chegaram a predominar. No século XIX, foram superados numericamente pelos escravizados bantos da região de Angola.
Muitos das pessoas escravizadas trazidas da Costa da Mina eram seguidores da religião muçulmana, e algumas sabiam ler e escrever em árabe. A influência islâmica desses escravizados pode ainda ser vista em Salvador, sobretudo no vestuário das baianas, com seu característico turbante, as saias largas e compridas e xales (chamados panos da costa) listrados.